# Clonaria angolensis
Clonaria angolensis är en insektsart som först beskrevs av Rehn, J.A.G. 1912.  Clonaria angolensis ingår i släktet Clonaria och familjen Diapheromeridae. Inga underarter finns listade i Catalogue of Life.